# Yakimivka (Zaporiyia)
Yakimivka (en ucraniano: Якимівка, romanizado: Yakymivka; en ruso: Акимовка, romanizado: Akimovka) es un pueblo ucraniano perteneciente al óblast de Zaporiyia. Situado en el sur del país, era parte del raión de Vilniansk hasta 2020, aunque ahora es parte del raión de Zaporiyia y del municipio (hromada) de Ternivka.

## Geografía
El pueblo está ubicado a 40 km de Vilniansk y a 50 km de Zaporiyia.

## Historia
El pueblo se formó en la primera mitad del siglo XIX y recibió su nombre de una viga.
En marzo de 2016, se desmanteló el monumento a Lenin en el pueblo.

## Demografía
Según el censo de 2001, la lengua materna de la mayoría de los habitantes, el 92,55%, es el ucraniano; del 7,45% es el ruso.

## Infraestructura

### Transporte
La estación de tren más cercana, Slávgorod-Pivdenni (en el óblast de Dnipropetrovsk), está a 10 km del pueblo.